# Adela de França, condessa de Flandres
Adela de França, Adela de Messines ou Alice (em francês: Adèle; Paris, 1009 — Messines, 8 de janeiro de 1079), foi uma princesa de França como filha do rei Roberto II de França e de sua terceira esposa, Constança de Arles. Foi duquesa consorte da Normandia através de seu primeiro casamento com Ricardo III da Normandia e pelo seu segundo casamento com Balduíno V da Flandres, foi condessa consorte de Flandres, além de ter sido condessa de Contenance e de Auxerre.
Através de sua filha, Matilde de Flandres, esposa de Guilherme I de Inglaterra, Adela é uma ancestral da Dinastia normanda, e subsequentes casas reais da Inglaterra, como a Dinastia Plantageneta.

## Família
Seus avós paternos eram Hugo Capeto, rei dos Francos, primeiro rei da Casa de Capeto e sua esposa, Adelaide da Aquitânia. 
Seus avós maternos eram o conde Guilherme I da Provença, conhecido como "o Libertador" e Adelaide Branca de Anjou, que foi rainha consorte da Aquitânia através de seu terceiro casamento com Luís V de França.
Antes de sua mãe, seu pai havia sido casado duas vezes, o que resultou em filhos que morreram jovens. Portanto, Adela não teve meio-irmãos.
Entre seus irmãos, estavam: Henrique I de França, sucessor de seu pai como rei e duque da Borgonha; Hugo Magno, governou ao lado do pai 19 de junho de 1017 até a sua morte em 17 de setembro de 1025; Roberto I, Duque da Borgonha, sucedeu ao seu irmão, Henrique I, no ducado; Edviges de França, condessa consorte de Nevers por casamento com Reinaldo I de Nevers; Odo ou Eudes, que pode ter tido retardo mental e Constança, casada com o conde Manasses de Dammartin.

## Casamentos
Adela se casou com o duque Ricardo III da Normandia, em janeiro de 1027. Ele era filho de Ricardo II da Normandia e Judite da Bretanha, os avós paternos do rei inglês, Guilherme, o Conquistador. Como parte do dote, seu pai lhe deu a Senhoria de Corbie. Porém, o casamento foi curto, já que Ricardo morreu naquele mesmo ano em 6 de agosto.
No outro ano, em 1028, em Amiens, a ex-duquesa se casou com Balduíno V, conde de Flandres, filho de Balduíno IV da Flandres, chamado de "o Barbudo", e de Ogiva de Luxemburgo, filha de Frederico do Luxemburgo.

## Influência

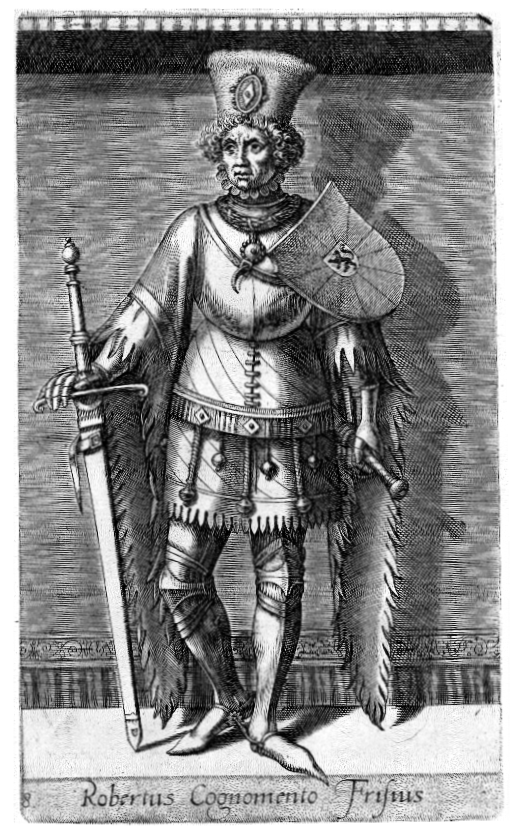
Roberto, o Frísio, o filho rebelde de Adela.

Quando o irmão de Adela, Henrique I de França morreu, ele deixou um filho de sete anos de idade, Filipe I de França, filho de Ana de Kiev, que passou a exercer a regência para o seu filho, juntamente com o conde Balduíno V, marido de Adela. Os dois cumpriram o seu papel de 1060 até 1067, e Ana foi a primeira rainha da França a ser regente.
Em 1071, o terceiro filho do casal, Roberto, o Frísio, planejava invadir Flandres, sendo que na época, o conde era Arnulfo III da Flandres, neto de Adela e Balduíno V, através de seu filho Balduíno VI da Flandres. Roberto anteriormente havia prometido ao irmão proteger o sobrinho. Na época, sua mãe, Riquilda de Hainaut, servia como regente para o filho.
Ao saber disso, Adela pediu a ajuda do rei Filipe I, para impedir Roberto. Assim, o rei mandou soldados para ajudar Arnulfo aliados a dez cavaleiros normandos sob a liderança de Guilherme FitzOsbern, 1° conde de Hereford, parente e conselheiro de Guilherme, o Conquistador.
O conflito resultou na Batalha de Cassel, em que as forças de Arnulfo apesar de serem superiores às de Roberto, foram derrotadas antes de se organizarem adequadamente para a batalha, e o conde Arnulfo e Guilherme FitzOsbern foram mortos. A mãe do conde, Riquilda, foi capturada e depois solta. Mais tarde, o rei Filipe reconheceu Roberto como o novo conde de Flandres.
Um ano depois, Berta da Holanda, enteada do novo conde Roberto, se casou com o rei Filipe I, para selar a paz.

## Obras
Adela era interessada nas reformas do marido em igrejas, e esteve ao lado dele na fundação de vários colegiados, como os Colégios de Aire (em 1049), Lille (em 1050), Harelbeke (em 1064), e as Abadias de Messines e Ename, em 1057 e 1063, respectivamente.
Com a morte de Balduíno em 1 de setembro de 1067, Adela foi até Roma, onde se tornou freira com a permissão do Papa Alexandre II e se retirou para o convento benedito de Messines, perto de Ypres.
Lá ela morreu e foi enterrada. Ela é venerada como santa na Igreja Católica, e seu dia é 8 de setembro.

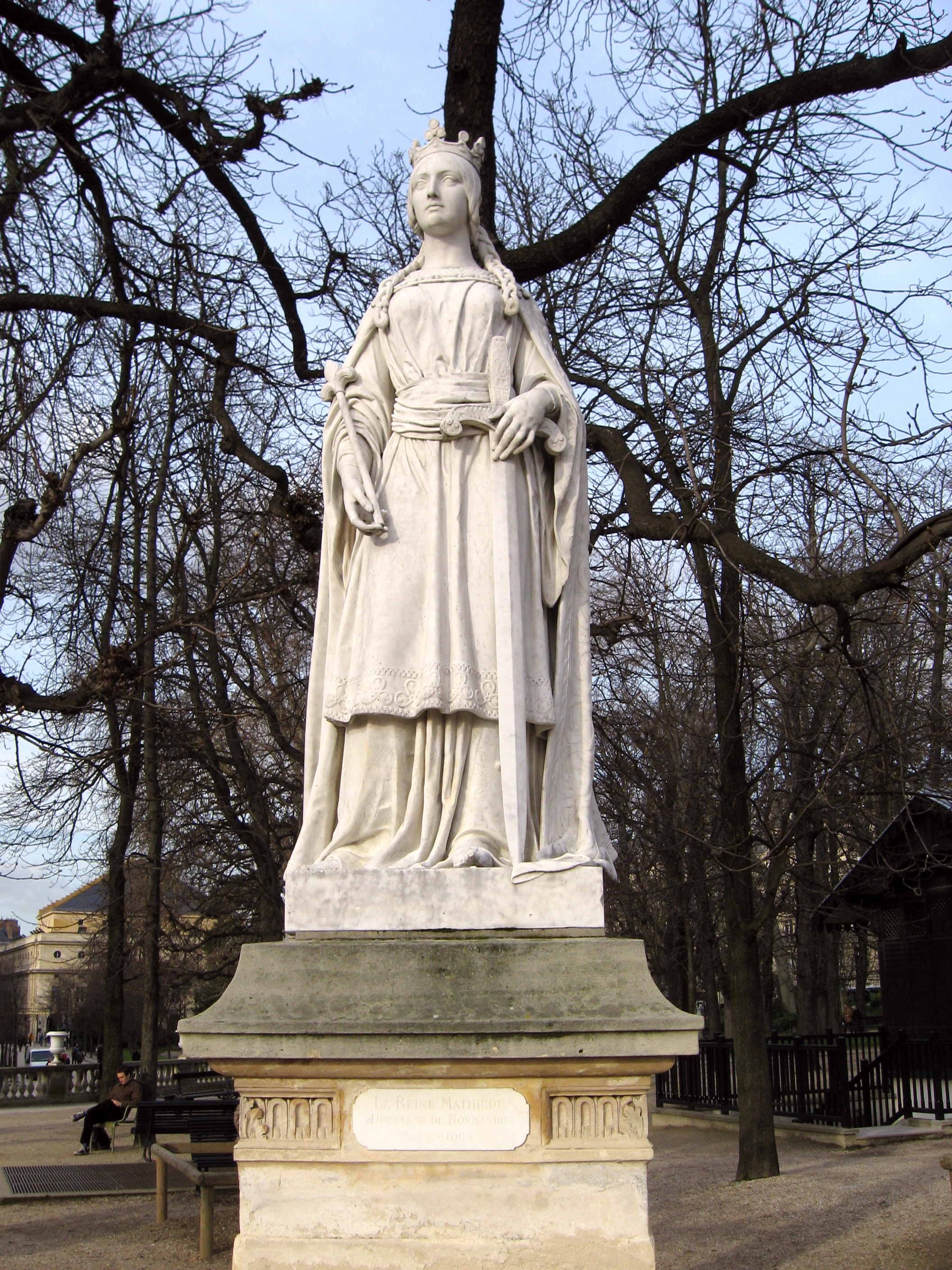
Estátua de Matilde, filha de Adela, no Jardim de Luxemburgo, em Paris, de autoria de Jean-Jacques Elshoecht.

## Descendência
Ela não teve nenhum filho de seu primeiro casamento.
Com Balduíno, Adela teve três filhos:
- Balduíno VI da Flandres (c. 1030 — 1070), sucessor de seu pai, e sucessor de sua esposa, Riquilda de Hainaut, como conde de Hainaut;
- Matilde de Flandres (c. 1031 — 1083), foi a esposa de Guilherme, o Conquistador, um descendente do líder viquingue Rollo. Foi a mãe, entre vários filhos, de dois reis: Guilherme II de Inglaterra, chamado "o Ruivo" e Henrique I de Inglaterra;
- Roberto I da Flandres (c. 1035 — 1093), conde de Flandres, marido de Gertrudes da Saxónia, viúva de Floris I da Holanda. O casal teve cinco filhos, entre eles a rainha Adela de Flandres, esposa de Canuto IV da Dinamarca.